# Emanuel Björck
Karl Olof Emanuel Björck, född 29 juli 1879 i Norra Åsums församling, Kristianstads län, död 21 juli 1937 i Skodsborg, Danmark, var en svensk tidningsman och högerpolitiker.
Efter studentexamen 1900 var Björck medarbetare i Kristianstads Läns Tidning, för vilken han var redaktör för från 1906 till sin död. Han var Svenska Dagbladets skåneredaktör 1905–1906, ledamot av Svenska tidningsutgivareföreningens styrelse 1921, dess ordförande från 1928 och ordförande i Publicistklubben 1934–1937.
Björck var ledamot av riksdagens andra kammare 1929–1932 och från 1934, suppleant i konstitutionsutskottet, ledamot av Kristianstads stadsfullmäktige och drätselkammare från 1925 samt av Kristianstads läns landsting från 1930.
Vid Björcks död sade högerledaren Gösta Bagge: I nuvarande brytningstid, då gamla och nya idéer kämpa om herraväldet för framtiden, innebär hans bortgång en så mycket större förlust för högern, som nu hade behövt hans frejdiga offensiva ande och hans positiva idépolitiska intressen. – Han var öppen och ärlig, flärdfri och trofast, och därför fann han överallt vänner.